# Cultura di Rössen

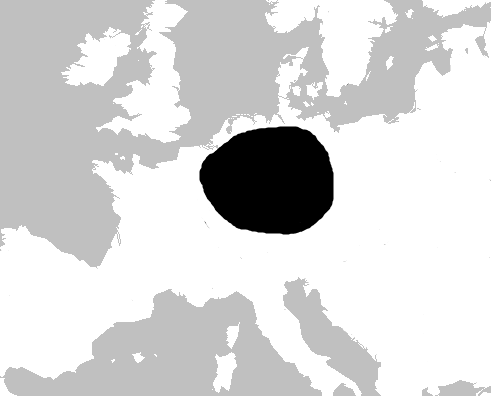
Estensione geografica

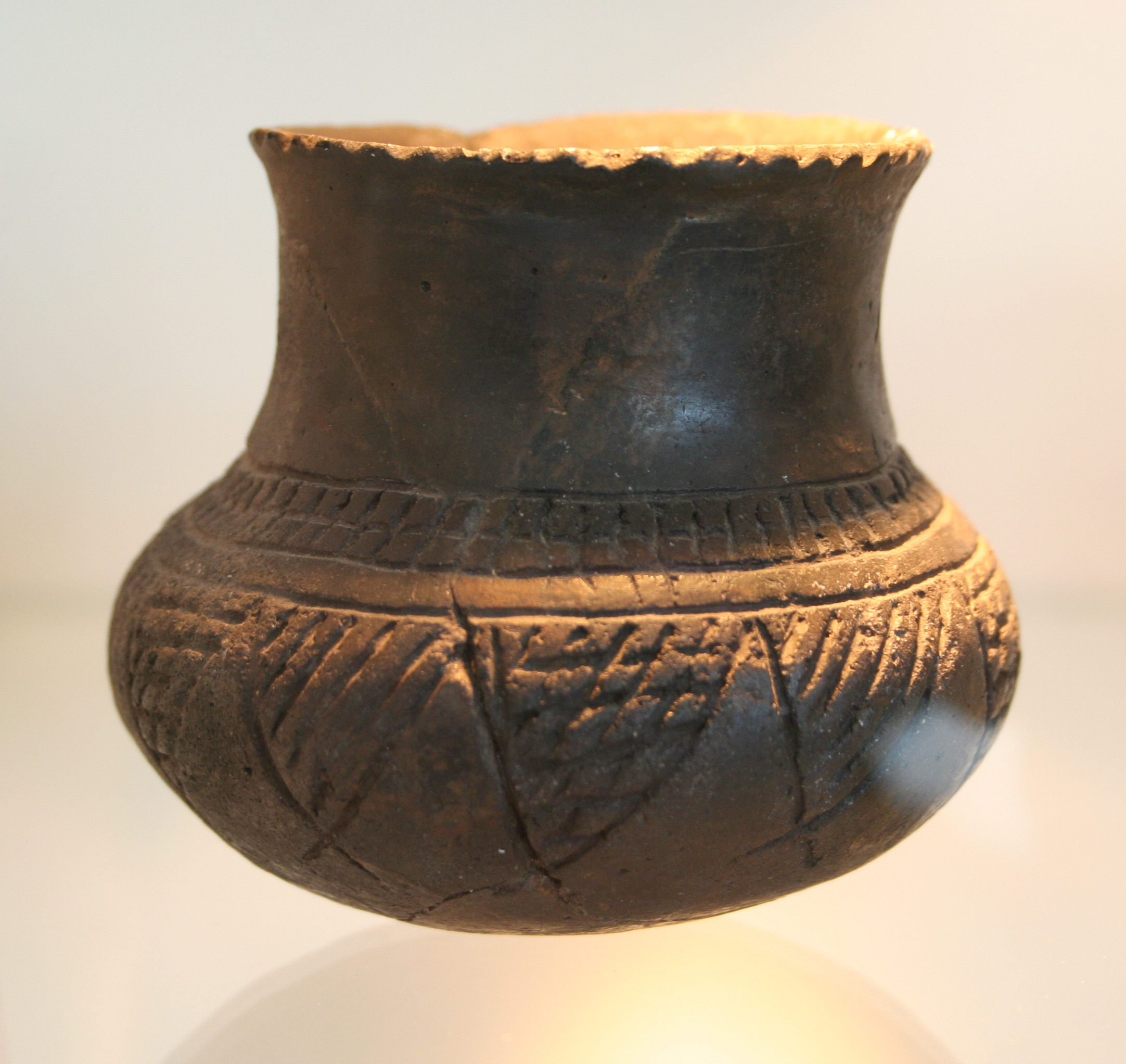
Ceramica

La cultura di Rössen o cultura Roesseniana (in tedesco: Rössener Kultur) fu una cultura mitteleuropea del neolitico medio (4600-4300 a.C.).
Prende il nome dalla necropoli di Rössen (presso Leuna, nel quartiere Saalekreis, Sassonia-Anhalt) ed è stata identificata in 11 dei 16 stati della moderna Germania (è assente solo nella parte settentrionale del bassopiano germanico), ma anche nel sud-est dei Paesi Bassi, nord-est della Francia, nord della Svizzera e una piccola parte dell'Austria.
La cultura di Rössen è importante in quanto segna il passaggio dalla vasta e uniforme tradizione risalente alla cultura della ceramica lineare (LBK) del primo neolitico, verso la più diversificata situazione del medio e tardo neolitico, caratterizzata dalla comparsa delle culture di Michelsberg e del bicchiere imbutiforme.

## Cultura materiale
I vasi Rössen sono tipicamente decorati con doppie incisioni e incrostazioni di pasta bianca. Incisioni scanalate o impresse sono anch'esse comuni. Nel corso del tempo, l'estensione delle zone decorate sembra diminuire in modo che sui vasi più recenti la decorazione è per lo più limitata al collo o del tutto assente. Le superfici dei vasi sono solitamente brunite; i colori vanno dal marrone al marrone rossastro e dal marrone scuro al grigio-nero.

## Sepolture

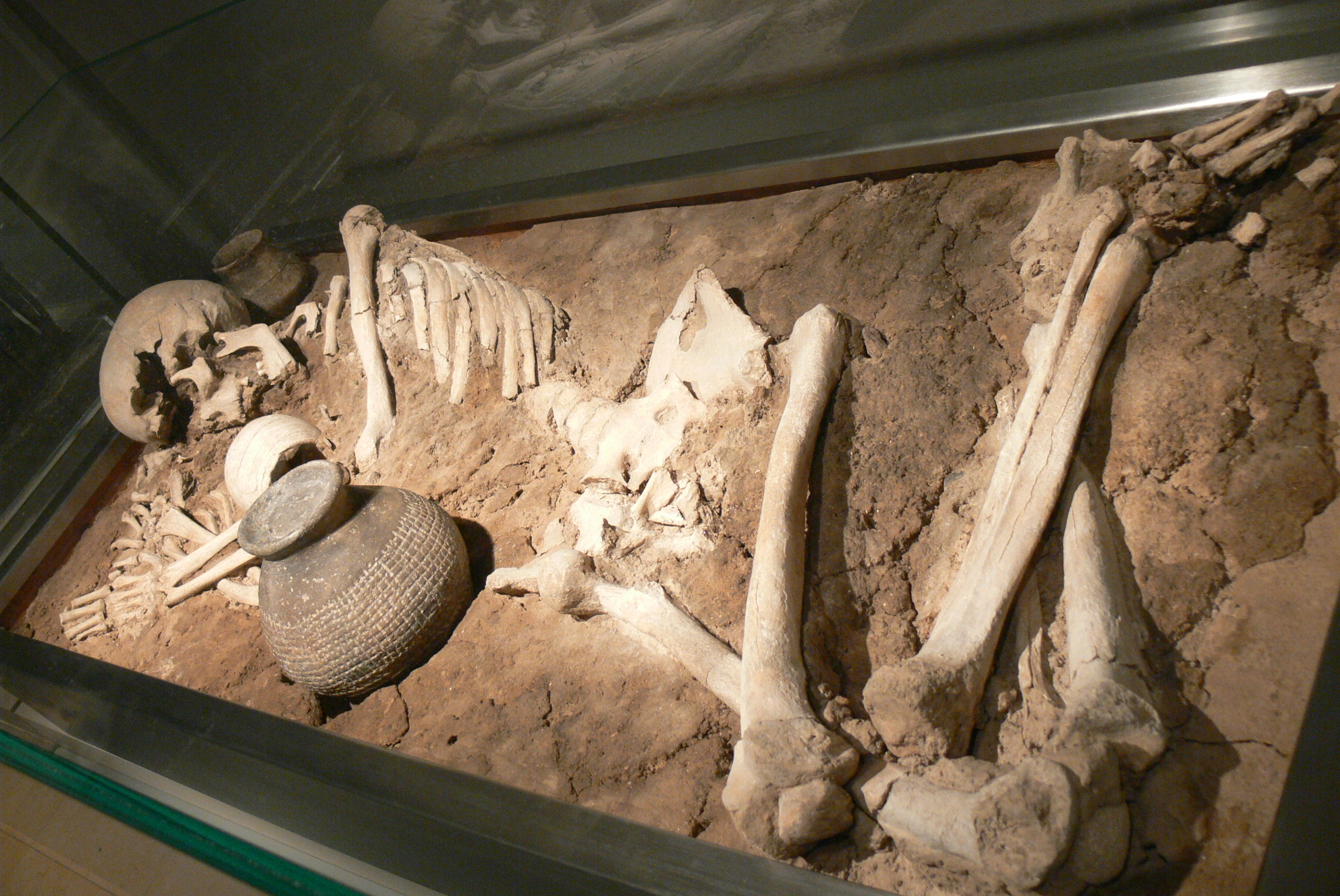
Sepoltura

I morti erano perlopiù sepolti in posizione rannicchiata, sdraiati sul lato destro e rivolti a oriente. Le tombe erano scavate ad una profondità che va dai 40 ai 160 cm e occasionalmente venivane coperte con lastre di pietra.

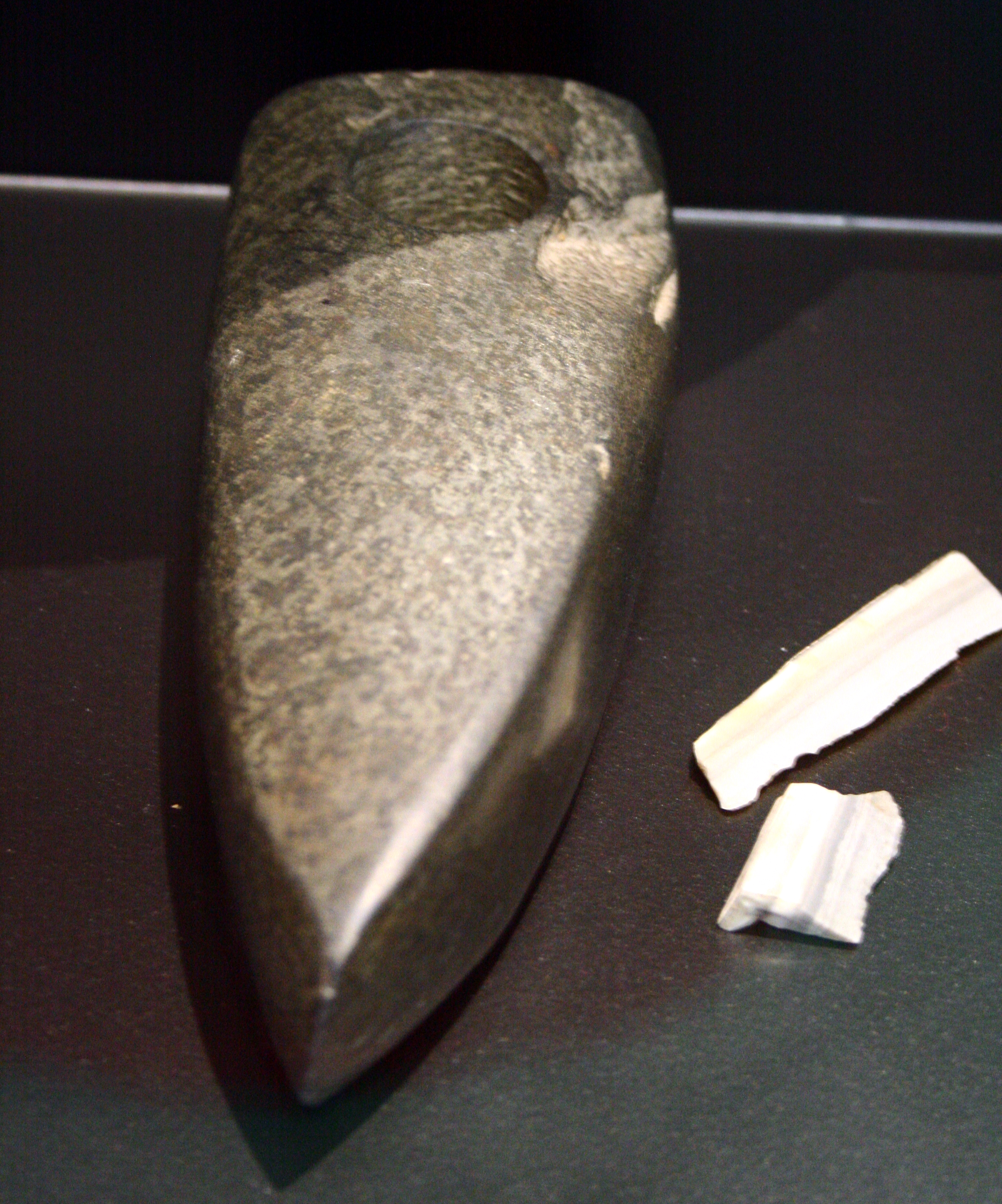
Ascia in pietra

Alcuni indizi di possibili casi di cremazione appartenenti alla cultura di Rössen rimangono controversi. I resti cremati e le ceneri venivano raccolte insieme e accompagnate da corredi funerari incombusti.
Offerte di ceramiche comprendono coppe, tazze, scodelle, fiasche, anfore, brocche e bacini. Sono stati rinvenuti anche anelli in calcare, asce di pietra, lame di selce e ossa animali.

## Economia e insediamenti
Le genti di questa cultura praticavano l'agricoltura e l'allevamento di bovini, ovini, caprini e suini.
Solo pochi insediamenti sono stati scavati. Esempi importanti sono i siti di Deiringsen-Ruploh e Schöningen/Esbeck. La struttura predominante è una casa lunga trapezoidale lunga fino a 65 m con tetto spiovente. Più partizioni interne sono una caratteristica frequente e probabilmente indicano che diverse famiglie abitavano una singola casa. J.Lüning suggerisce che gli insediamenti Rössen, a differenza di quelli LBK, furono vere e proprie comunità di villaggio. Alcuni erano circondati da earthworks. La maggior parte degli insediamenti si trova in zone con terreni tipo Černozëm.